# あそぎり型巡視艇
あそぎり型巡視艇（英語: Asogiri-class patrol craft）は、海上保安庁の巡視艇の船級。区分上はPC型、公称船型は30メートル型。

## 来歴
本型は、初の量産型軽合金製巡視艇として昭和45年度から49年度計画で建造されたしきなみ型（23メートル型PC）の代船として建造された。なお、しきなみ型は17隻という多数が建造されたため、他にもはやなみ型（35メートル型PC）やしまぎり型（23メートル型PC）も代船として建造されている。

## 設計

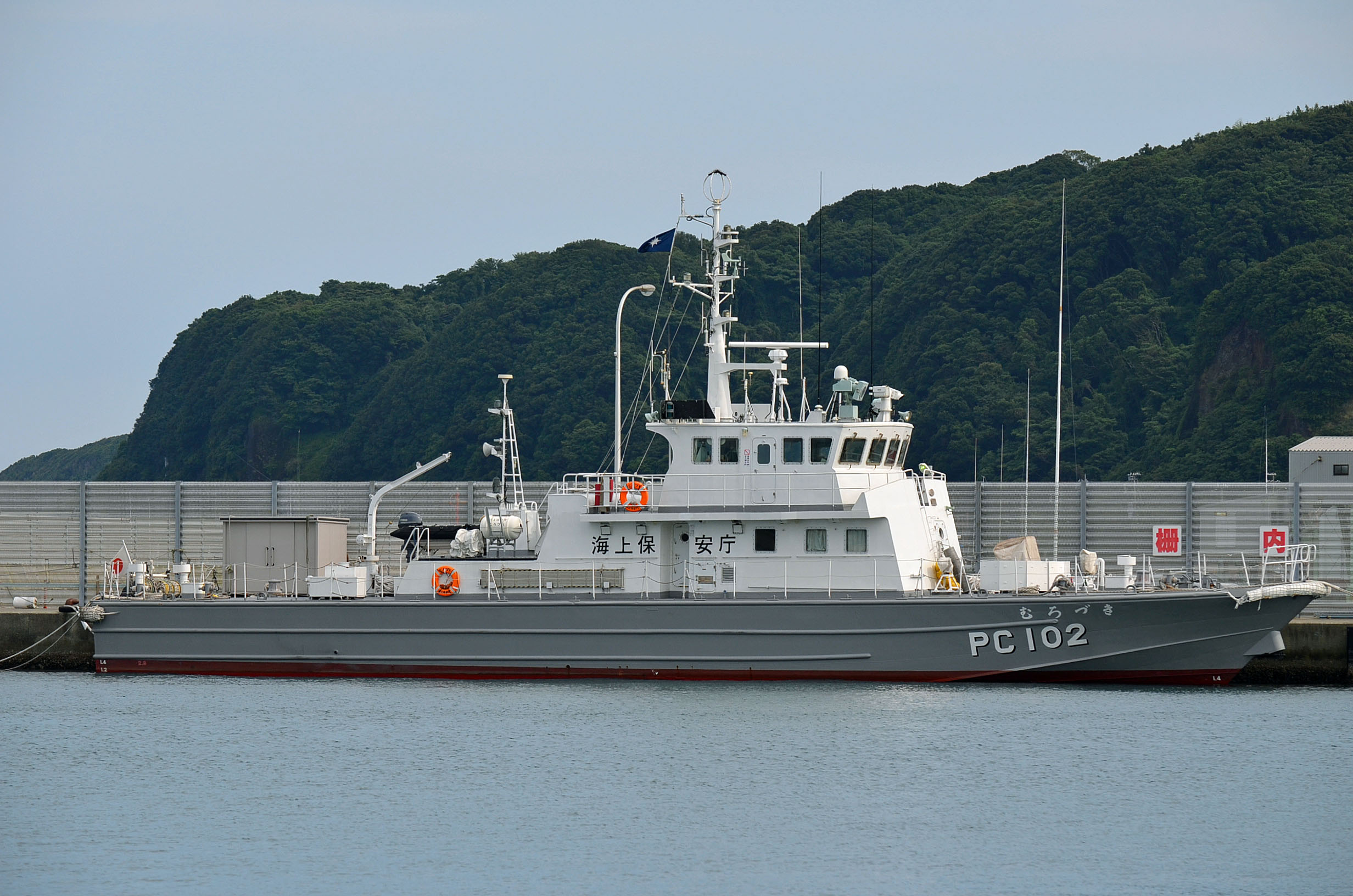
PC102 むろづき

海難救助のほか、領海警備や密輸取締、航路哨戒、海洋汚染監視など、さまざまな任務に充当される汎用船として計画されたことから、既存の30メートル型PCであるむらくも型よりも一回り大型の船型となった。むらくも型が船体を含めて全アルミニウム合金製として軽量化を図っていたのに対し、本型では船体は高張力鋼製とされた。ただし、重心降下のため、上部構造物はアルミニウム合金製とされている。航路哨戒時の利便を図り、操舵室の全周に窓が設けられた。
主機関としては、MTUフリードリヒスハーフェンのV型16気筒ディーゼルエンジンという点ではむらくも型と同様であるが、船型の大型化もあり、平成3年度計画で建造された特130トン型PS（たかつき型）と同じく、より大出力のMTU 16V396 TB94（2,600馬力 / 2,040 rpm）が搭載された。推進器は固定ピッチ・プロペラである。
領海警備を想定し、むらくも型と同様、船首甲板に13mm単装機銃（ブローニングM2重機関銃）を備えている。

## 同型艇
領海警備にあたる3隻は、上部構造物は白色、船体は灰色の塗装であるが、航路哨戒を主とする3番艇「うらづき」のみは船体も白色塗装とされ、JCGのロゴとS字章が描かれている。
なお、1999年の能登半島沖不審船事件では「なおづき」が不審船を追跡・捕捉し、64式7.62mm小銃で1,050発におよぶ威嚇射撃を実施したものの、燃料不足のために途中で追尾を断念せざるを得なかった。
巡視艇「かがゆき」は金沢保安において2006（平成17）年4月～2010（平成22）年10月の間、「潜水指定船」であったが、管区内の新潟航空基地に「機動救難士」の配属により指定船は解除されていた。しかし、2023（令和5）年度の「救難体制の見直し」により2024（令和6）年度に潜水関連部材を再整備し、2025（令和7年）5月潜水士5名が再配置され、再度「潜水指定船」として運用されることになった。（令和7年5月23日に潜水訓練実施）
※巡視艇の船名は、随時、改名されることがある。
| 計画年度           | #      | 船名                | 建造               | 竣工           | 所属                                |
| ------------------ | ------ | ------------------- | ------------------ | -------------- | ----------------------------------- |
| 平成5年度          | PC-101 | あそぎり            | 横浜ヨット         | 1994年12月19日 | 天草（第十管区）                    |
| 平成5年度第3次補正 | PC-102 | むろづき            | 石原造船所高砂工場 | 1995年7月27日  | 串本（第五管区）                    |
| 平成7年度          | PC-103 | わかぐも → うらづき | 石原造船所高砂工場 | 1996年7月17日  | 大分（第七管区） → 浦河（第一管区） |
| 平成7年度第2次補正 | PC-104 | なおづき → かがゆき | 墨田川造船         | 1997年1月23日  | 上越（第九管区） → 金沢（第九管区） |